# Camminanti
I camminanti (caminanti in siciliano), o siciliani erranti, sono un gruppo nomade diffuso in Sicilia (la comunità più cospicua si trova nel comune di Noto, in provincia di Siracusa, ma esiste un nutrito insediamento di camminanti anche nel comune di Riesi in provincia di Caltanissetta con discendenza e legami parentali con i camminanti di Noto) ma semi-stanziale anche a Milano, Roma e Napoli. I camminanti sono ben distinti dalle altre popolazioni nomadi presenti in Italia, come rom o sinti.

## Ipotesi sull'origine
La loro origine non è nota con certezza. Al riguardo, sono state formulate delle ipotesi, come quella secondo cui sarebbero dei discendenti dei sopravvissuti al terremoto del Val di Noto del 1693 o la tesi che i loro antenati remoti fossero schiavi d'origine gitana mescolati con altre etnie e affrancati grazie alla fine della schiavitù in Sicilia. La prima ipotesi è stata avanzata da Rita Paola Toro, mentre si deve la seconda ad alcuni atti notarili del XVI secolo riguardanti la compravendita di schiavi, che sono denominati, negli stessi documenti, col termine gizo, parola che deriverebbe dal termine aegyptius (da cui anche "gitano"), il cui uso per indicare i gitani era dovuto alla convinzione che discendessero da popoli dell'Egitto. Un'altra ipotesi sulla loro origine sostiene che siano discendenti di carrettieri siciliani che hanno continuato la tradizione di nomadismo. Stando a degli studi che hanno incrociato i pochi dati anagrafici, effettuati tra gli altri dall'unica assistente sociale che ad oggi lavora con i camminanti, la Dottoressa Corradina Sapia, sembrerebbe che il ceppo originario provenga da Adrano e che frequentassero Noto come meta di passaggio già verso il 1910/1920. Solo negli anni '50 del '900, grazie al sindaco Salvatore Genovesi, ottennero la residenza a Noto.

## Aspetti socio-culturali
Molti di loro si dedicano alla vendita ambulante o a mestieri come l'arrotino, lo stagnino, l'ombrellaio; molti si sono specializzati nella riparazione di cucine a gas.
Sono tuttora nomadi, visto che passano la maggior parte dei mesi invernali nelle loro abitazioni, mentre nei restanti mesi si spostano in modo da poter offrire le proprie prestazioni nei vari luoghi dell'Italia, arrivando talvolta anche nell'Italia settentrionale con le loro roulotte al traino di automobili o con i camper.
Il baccagghiu, ovvero il linguaggio tradizionalmente usato, che è molto più simile alla lingua siciliana rispetto alle lingue dei rom, sta progressivamente scomparendo a favore del dialetto del posto e dell'italiano, lingua usata soprattutto da coloro che hanno intenzione di avere rapporti col resto della società, anche se, all'interno della comunità, affissi come -kas e -oňňa vengono talvolta utilizzati per rendere meno comprensibili le parole del dialetto. Secondo alcuni caminanti intervistati nel corso del documentario "Il segreto dei caminanti" dei registi Giuseppe Tumino e Rita Mirabella, il baccagghiu è stato inventato da cinque capi famiglia della comunità dei caminanti e ha subito l'influenza di viaggiatori greci che hanno frequentato Palermo intorno al 1500. In questa lingua gangi è il termine usato per indicare i non caminanti e cuntia per indicare le forze dell'ordine.
Come del resto i rom ed i sinti, anche i camminanti stanno lentamente perdendo la loro caratteristica nomade, soprattutto perché le attività tradizionali da loro praticate sono in declino e non costituiscono più una fonte adeguata di sostentamento. Sono così indotti a integrarsi nel mondo del lavoro che, da una parte, richiede un'attitudine stanziale e dall'altra un certo grado di istruzione, difficile da ottenere da bambini o ragazzi impegnati in continui spostamenti. Sono così già numerose le famiglie che hanno fatto la scelta di essere come i "paesani", come vengono da loro chiamati i non appartenenti al proprio gruppo etnico.
Ad oggi, a Noto, i camminanti si distinguono in tre sottogruppi: nomadi, seminomadi e sedentari. Solo i nomadi continuano la tradizione di allontanarsi dalla terra sicula, ritornando a Noto per l'1 Novembre e ripartendo a Febbraio. I seminomadi invece si spostano non oltre lo stretto di Messina per esercitare il lavoro di ambulante durante le feste patronali, non allontanandosi mai da Noto per più di una settimana. I sedentari hanno invece del tutto abbandonato la pratica di nomadismo, in particolare questo allontanamento dalla tradizione è quasi sempre dovuto alla presenza in famiglia di un parente anziano o disabile. Dal punto di vista geografico sono così ripartiti: nelle zone circostanti via Roma abitano i sedentari, lungo via Maiorana e dintorni abitano i nomadi e dal confine del fiume fino al grattacielo di via Amerigo Vespucci abitano i seminomadi. Le case dei nomadi sono visibilmente diverse da quelle dei sedentari in quanto i primi abitano in grandi ville caratterizzate da portoni d'ingresso a 3 o più ante, mentre i secondi abitano in palazzi. Le case dei nomadi sono quasi del tutto disabitate, l'unica stanza utilizzata più frequentemente è quella cui si accede dal portone d'ingresso che funge da camera da letto, cucina e sala da pranzo. Ciò richiama l'antica usanza di vivere all'interno dei furgoni con cui giravano il paese.
Data la pratica, ancor oggi comune, di sposarsi tra consanguinei non sono rare patologie disabilitanti, specialmente di tipo più psichico che organico. I matrimoni sono combinati dalle famiglie, generalmente tra cugini. Le ragazze vengono considerate in età da marito già alla comparsa del menarca e sin da subito, dopo il matrimonio o la "fuitina" (ad oggi più comune in seguito a ristrettezze economiche), si cerca di rimanere incinte. Tra le conseguenze vi è anche l'abbandono scolastico, in lento calo negli ultimi anni.
Le donne non indossano i pantaloni ma solo gonne strette. Da tradizione le donne non lavorano, si occupano unicamente della crescita dei figli e dell'ambito domestico, sebbene si stia lentamente abbandonando questa pratica.

## Difficoltà di integrazione
La condizione di emarginazione sociale dei camminanti è simile a quella degli altri gruppi rom in Italia.
Alla grave precarietà della condizione abitativa e igienico-sanitaria rilevabile in molti dei loro stanziamenti, si aggiunge anche una difficile situazione economica. Essa deriva dalla già citata problematica del declino dei loro mestieri tradizionali a cui si aggiunge una marcata discriminazione da parte dei datori di lavoro, basata sugli stereotipi attribuiti a tale etnia.
"Siamo caminanti ma siamo cittadini civili di Noto", così descrive la difficile problematica dell'integrazione uno dei caminanti intervistati nel progetto documentario "Fermo. Mosso. Caminante", ad opera del collettivo Frameoff. Una frattura interna ed esterna alla comunità dei caminanti. Alcuni, soprattutto i sedentari, desiderano integrarsi alle pratiche e alla comunità di Noto mentre i netini ne hanno una visione di comunità a sé stante e molto chiusa.
Tutto ciò è peggiorato dalla scarsa valenza attribuita dai camminanti stessi all'istruzione scolastica, che porta i minori al disinteresse nei riguardi della scuola e i genitori a una scarsa propensione al motivarli alla frequenza e all'impegno nello studio, tant'è che numerosi sono i ragazzi che abbandonano la scuola anche prima del termine dell'istruzione obbligatoria.
A ciò si aggiunge la scarsa propensione delle istituzioni scolastiche a progetti educativi e di integrazione sociale mirati a tale minoranza, nonostante si siano compiuti alcuni sforzi in tal senso. Peraltro, anche i camminanti sono oggetto di numerose manifestazioni di intolleranza, manifestatesi spesso in coincidenza di ondate emotive scatenate da particolari eventi che coinvolgono persone romaní.